# 村上直 (歴史学者)
村上 直（むらかみ ただし 1925年7月2日 - 2014年2月10日）は、日本の近世史研究者。法政大学名誉教授。大久保長安研究で知られる。

## 概要
東京に生まれる。東京第一師範学校を経て1951年に法政大学文学部卒業。日本史を専攻し、東京都立大学 (1949-2011)大学院修了。法政大学文学部助教授、1973年教授。1974年に論文「江戸幕府代官制度の研究」により文学博士の学位を取得。1978年同大文学部長。1993年川崎市文化賞（学術）。1996年定年、名誉教授。
研究テーマは、江戸幕府の政治、関東を中心とした代官や幕領、江戸近郊の地域史であった。江戸時代初頭に石見銀山などの代官を務めた大久保長安に関する論文を生涯で28編書いており、そのうち15編が最後の著書『論集 代官頭大久保長安の研究』に収められた。同書は、八王子市民を中心とした同好会が企画したという少々変わった経緯で2014年4月に出版され、自費出版ながら幕領研究、鉱山史研究、関東地域史研究に貢献して、第17回日本自費出版文化賞（2014年）を受賞した。

## 著書
- 『代官 幕府を支えた人々』人物往来社 1963
- 『天領』人物往来社 1965
- 『江戸幕府の代官』新人物往来社 1970　国書刊行会、1983
- 『江戸幕府の天領』飯島町歴史民俗資料館 飯島陣屋ブックレット 1996
- 『江戸幕府の政治と人物』同成社 1997
- 『江戸幕府の代官群像』同成社 1997
- 『江戸近郊農村と地方巧者』大河書房 2004
- 『論集代官頭大久保長安の研究』揺籃社 2013

### 共編著
- 『甲斐近世史の研究』磯貝正義共編 雄山閣 1974
- 『近世神奈川の研究』編 名著出版 地方史研究叢書 1975
- 『わが町の歴史・八王子』沼謙吉共著 文一総合出版 わが町の歴史シリーズ 1979
- 『わが町の歴史・川崎』共著 文一総合出版 わが町の歴史シリーズ 1981
- 『論集関東近世史の研究』編 名著出版 1984
- 『郷土神奈川の歴史』編 ぎょうせい 1985
- 『鷹場史料の読み方・調べ方』根崎光男共著 雄山閣出版 古文書入門叢書 1985
- 『近世神奈川の地域的展開』神崎彰利共編 有隣堂 1986
- 『幕藩制社会の展開と関東』編 吉川弘文館 1986
- 『藩史大事典』全8巻 木村礎,藤野保共編 雄山閣 1988-90
- 『日本近世史研究事典』大石学,白川部達夫,岩田浩太郎共編 東京堂出版 1989
- 『徳川家康事典』藤野保,所理喜夫,新行紀一,小和田哲男共編 新人物往来社 1990
- 『近世社会の支配と村落』編 文献出版 1992
- 『黄金の国ジパングの埋蔵金』檜山良昭共著 ベストセラーズ ワニ文庫 1993
- 『近世史用語事典』編 新人物往来社 1993
- 『幕藩制社会の地域的展開』編 雄山閣出版 1996
- 『近世高尾山史の研究』編 名著出版 1998
- 『多摩の代官』馬場憲一,米崎清実共著 たましん地域文化財団 1999
- 『徳川幕府全代官人名辞典』和泉清司,佐藤孝之,西沢淳男共編 東京堂出版 2015

### 校訂・編纂
- 『武野燭談』校注 人物往来社 江戸史料叢書 1967
- 『竹垣・岸本代官民政資料』編 近藤出版 1971
- 『江戸幕府代官史料 県令集覧』荒川秀俊共編 吉川弘文館 1975
- 『八王子千人同心史料 河野家文書』編 雄山閣 1975
- 『算法地方大成』荒川秀俊共校訂 近藤出版社 日本史料選書 1976
- 『江戸幕府石見銀山史料』田中圭一,江面龍雄共編 雄山閣 1978
- 『江戸幕府千人同心史料』編 文献出版 1982
- 大田南畝『竹橋余筆別集』校訂 近藤出版社 日本史料選書 1985
- 『江戸幕府勘定所史料 会計便覧』馬場憲一共編 吉川弘文館 1986
- 『江戸幕府八王子千人同心』編 雄山閣出版 1988
- 『文化五年仙台藩蝦夷地警固記録集成』高橋克弥共編 文献出版 1990
- 大田覃編『竹橋蠧簡・竹橋余筆』校訂 文献出版 1995
- 田中休愚『新訂民間省要』校訂 有隣堂 1996
- 鹿島則孝編著『桜斎随筆』全12巻 深沢秋男共編 本の友社 2002

記念論文集
- 『日本地域史研究』村上直先生還暦記念出版の会編 文献出版 1986